# Franz Paul Glass
Franz Paul Glass (Monaco di Baviera, 17 maggio 1886 – Monaco di Baviera, 1964) è stato un grafico, tipografo e illustratore tedesco.
Studia presso la scuola di arte applicata a Monaco dal 1910 lavora come grafico. Nel 1914 fonda assieme a Valentin Zietara, Friedrich Heubner, Carl Moos, Emil Preetorius, Max Schwarzer il gruppo Die Sechs. Parteciperá anche alla seconda formazione del gruppo. 
Crea molte scritte caratteri tipografici che portano il suo nome: Glass antiqua (1912), Glass Kursiv (1913), Glass antiqua halbfett (1913), Glass Antiqua fett (1912), Glass antiqua schraffiert (1913)